# شهرستان ونچنگ
شهرستان ونچنگ (به لاتین: Wencheng County) یک شهرستان‌های جمهوری خلق چین در چین است که در ونژو واقع شده‌است.